# Parapetasia femorata
Parapetasia femorata är en insektsart som beskrevs av Bolívar, I. 1884. Parapetasia femorata ingår i släktet Parapetasia och familjen Pyrgomorphidae. Inga underarter finns listade i Catalogue of Life.